# باهرة عمانية
باهرة عمانية (الاسم العلمي: Agave amaniensis) هو نوع من النباتات يتبع جنس الباهرة من الفصيلة الهليونية.